# Indonesiens damlandslag i fotboll
Indonesiens damlandslag i fotboll representerar Indonesien i fotboll på damsidan. Dess förbund är Football Association of Indonesia (PSSI).